# Гемоперикард
Гемоперикард (лат. Haemopericardium) — кровоизлияние в полость перикарда, провоцирует развитие тампонады сердца, нарушению гемодинамики и нарушение сердечной деятельности. Различают травматический и нетравматический гемоперикард. Травматическое развитие может быть обусловлено травмой, диагностическими манипуляциями или хирургическим вмешательством, нетравматическое — опухолью, инфарктом миокарда, разрывом аневризмы. Опасным считается скопление более 200 мл крови, при накоплении 400—500 мл крови в области перикарда наступает остановка сердечной деятельности.

## Клиническая картина
Кровотечение приводит к тампонаде сердца, снижению сократительной способности миокарда, наполнение левого желудочка и ударный объем стремительно падает, возникает глубокая системная гипотония. Ишемия миокарда усугубляется компрессией коронарных артерий. Нарушается приток крови в правое предсердие, повышается центральное венозное давление, снижается сердечный выброс, падает артериальное давление, нарушается кровоток во внутренних органах и возникает выраженная гипоксия тканей.

## Симптоматика и диагностика
Основными симптомами являются одышка, тахикардия, частый пульс слабого наполнения, снижение артериального давления, глухие тоны сердца.
При пальпации выявляется смещение и исчезновение верхушечного сердечного толчка. При аускультации — глухость тонов сердца, перкуторно — расширение границ сердечной тупости. На ЭКГ заметно снижение вольтажа зубцов.
При рентгенологическом исследовании увеличение размеров сердца, сглаженность сердечных дуг, уменьшение амплитуды пульсации или полное ее исчезновение.
Диагностически следует разделять с экссудативным перикардитом, миокардитом, гидроперикардом и хилоперикордом.